# Borovnik (Kornat)
Borovnik je majhen nenaseljen otoček v Narodnem parku Kornati. Pripada Hrvaški.
Otoček leži severno od otočka Mana in južno od Kornata. Površina meri 0,279 km2, obala je doga 2,31 km. Najvišji vrh je visok 56 metrov.